# Kelly Stables
Kelly Michelle Stables est une actrice américaine, née le 26 janvier 1978 à Saint-Louis, Missouri, États-Unis.

## Biographie
Elle est diplômée de l'Université du Missouri à Colombia et a obtenu un baccalauréat en communication avec une spécialisation en télévision et en théâtre,. Pendant ses études à l'Université du Missouri, elle était membre de Delta Gamma.
Kelly a joué dans plusieurs pièces à Broadway, notamment Peter Pan et Sleeping Beauty. Elle a aussi incarné Marion Davies dans W.R. and the Daisy.

### Vie privée
Elle vit depuis 2002 avec Kurt Patino. Elle a eu un fils, Kendrick, en 2012 puis un deuxième, Kellen, en 2015. Sa première grossesse a été écrite dans la deuxième saison de son émission de télévision, The Exes.

## Filmographie

### Au cinéma
- 2008 : Dragon Hunter : Raya
- 2008 : Together Again for the First Time : Sandra Frobisher
- 2006 : State's Evidence : Emily Carter
- 2006 : Telling Lies : Eve Forrester
- 2005 : Le Cercle 2 : Evil Samara Morgan
- 2004 : American girls 2 : Tiny Blonde
- 2003 : Orgueil et préjugés : Lydia Meryton
- 2002 : Le Cercle : Evil Samara Morgan (non-créditée)

### À la télévision
- 2016 : No Tomorrow : Mary Anne
- 2015 : Superstore : Kelly
- 2013 : Baby Daddy : Kayla
- 2011 : The Exes : Eden
- 2010 : Bones : Cynthia Rinaldi
- 2010 : Romantically Challenged : Lisa Thomas
- 2009 : La Fille du Père Noël 2 : Panique à Polaris (Santa Baby 2 : Christmas Maybe) : Teri / Phoebe, l'elfe (Téléfilm)
- 2009 : Mon oncle Charlie : Melissa
- 2008 : Greek : Janette
- 2008 : Life : Marielle
- 2007 : Cavemen : Rocky
- 2007 : La Prison hantée (Furnace) : Karen Bolding
- 2006 : Shorty McShorts' Shorts : Digit
- 2006 : How I Met Your Mother : une masseuse
- 2003 : Hôpital central : Bobbie Spencer adolescente
- 2011-2015 : The Exes : Eden Konkler
- 2014 : Mum (S2-E20): Kathy
- 2017-2021 : Superstore : Kelly

### Dans le doublage
- 2004-2006 : W.I.T.C.H : Wilhelmina « Will » Vandom (série animée)